# محمدجان لو
محمدجان لو یک روستا در ایران است که در دهستان ارشق شرقی واقع شده‌است. محمدجان لو ۹۰ نفر جمعیت دارد.